# Oxystele
Oxystele là một chi ốc biển, là động vật thân mềm chân bụng sống ở biển trong họ Trochidae, họ ốc đụn.

## Hình ảnh

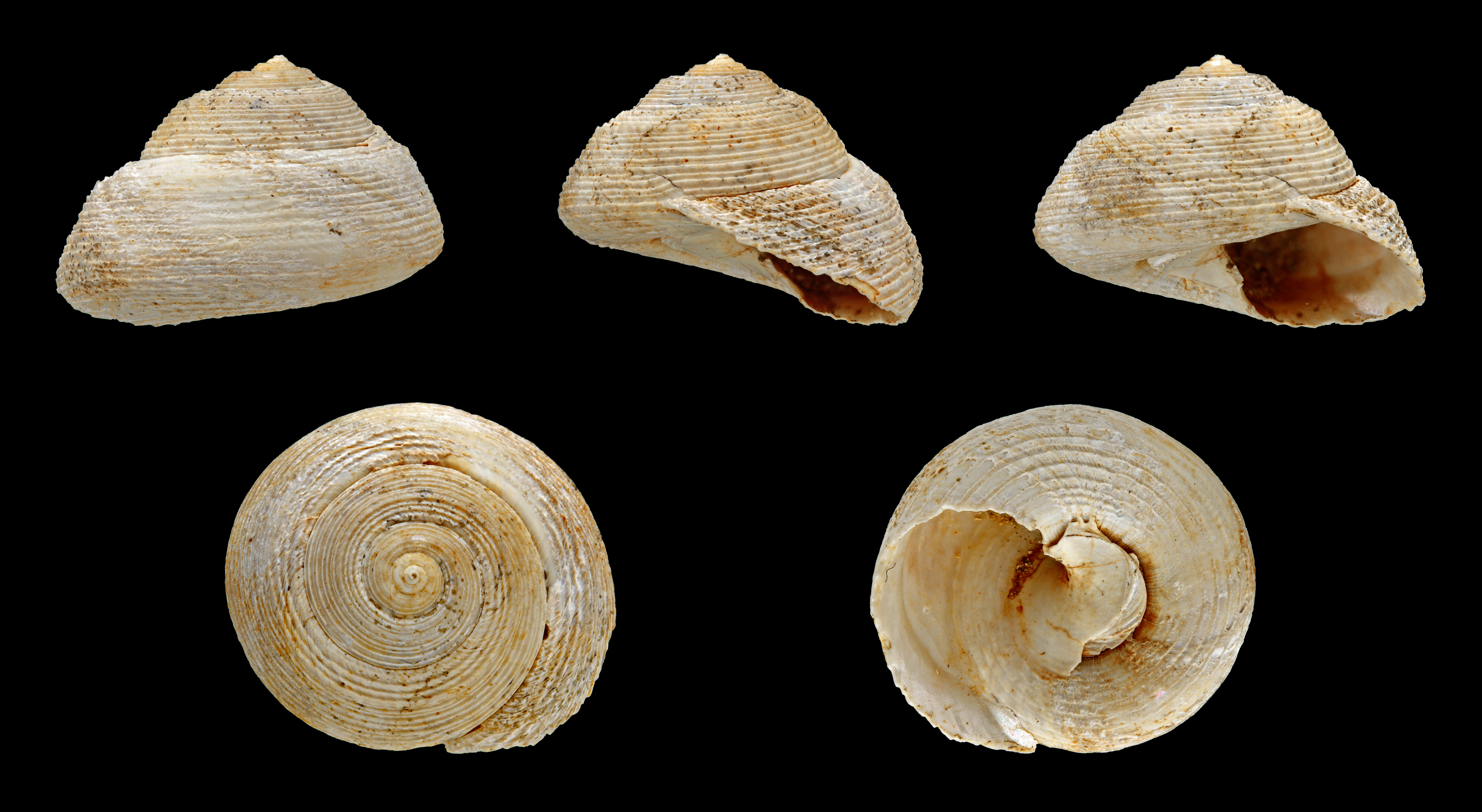
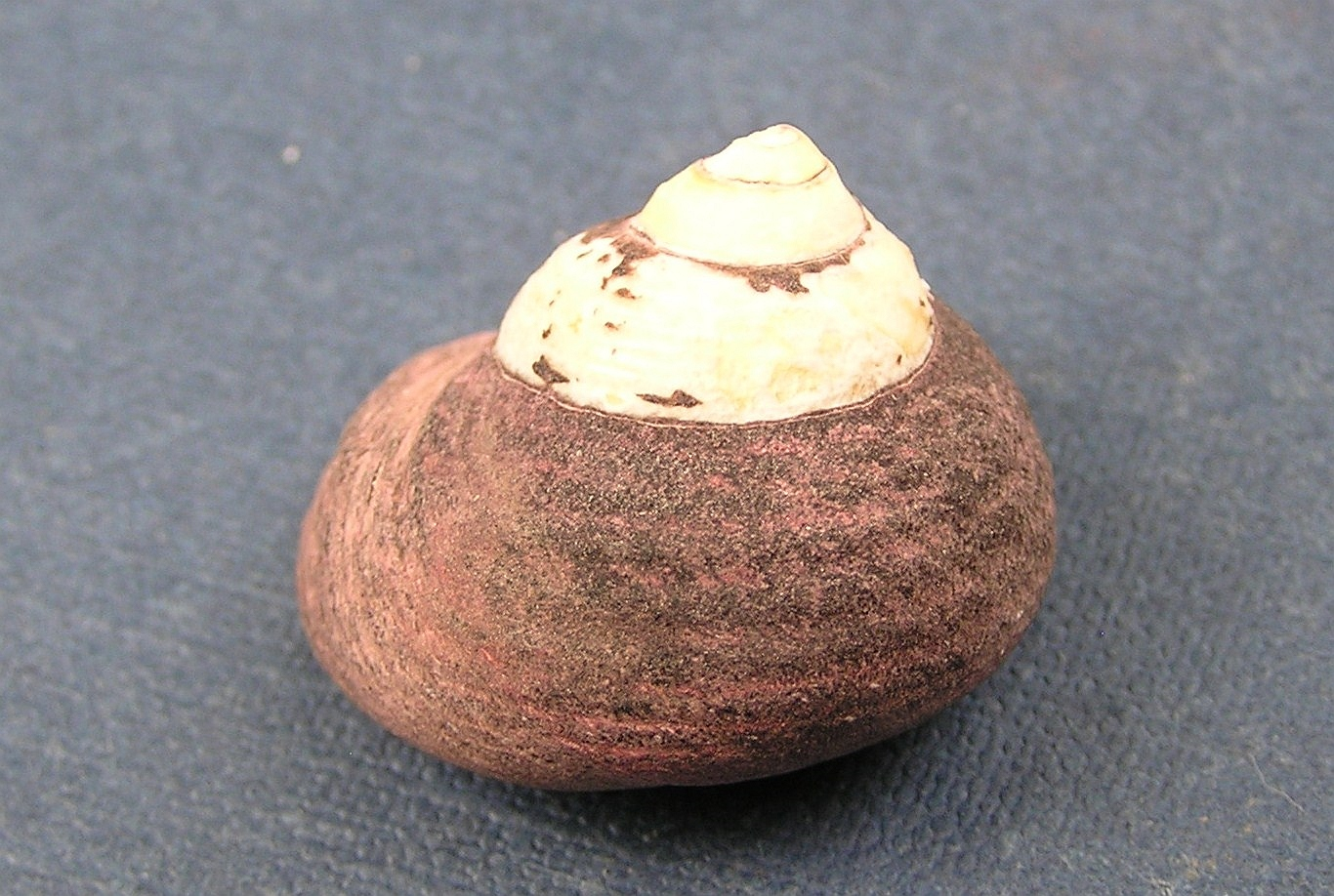
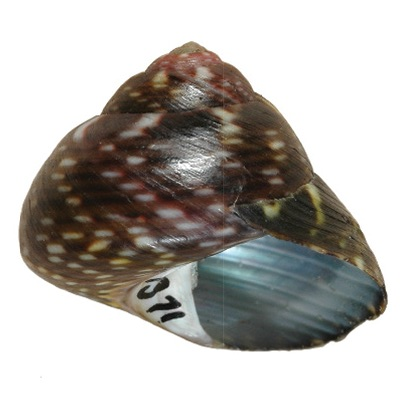
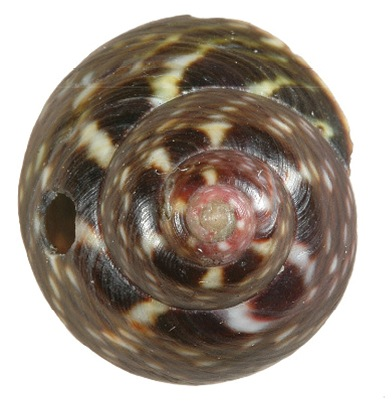

## Các loài
Các loài trong chi Oxystele gồm có:
- Oxystele impervia (Menke, 1843)[2]
- Oxystele merulatum Lamarck, 1822[3]
- Oxystele sinensis (Gmelin, 1791)[4]
- Oxystele tabularis (Krauss, 1848)[5]
- Oxystele tigrina (Anton, 1839)[6]
- Oxystele variegata (Anton, 1839)[7]